# St John’s Castlerigg and Wythburn
St John's Castlerigg and Wythburn – civil parish w Anglii, w Kumbrii, w dystrykcie (unitary authority) Cumberland. W 2011 civil parish liczyła 422 mieszkańców.